# Anomobryum erectum
Anomobryum erectum är en bladmossart som beskrevs av Benito C. Tan och T. Koponen 1989. Anomobryum erectum ingår i släktet Anomobryum och familjen Bryaceae. Inga underarter finns listade i Catalogue of Life.